# Parafia św. Marcina w Swarzędzu
Parafia św. Marcina w Swarzędzu – rzymskokatolicka parafia w Swarzędzu, należy do dekanatu swarzędzkiego. Powstała około 1638 roku i jest najstarszą w mieście.
Obecny kościół, zbudowany około 1638 roku, kilkakrotnie przebudowywany, bezstylowy. Mieści się przy ulicy Świętego Marcina.